# Autoba rubricosa
Autoba rubricosa är en fjärilsart som beskrevs av Pieter Cornelius Tobias Snellen 1880. Autoba rubricosa ingår i släktet Autoba och familjen nattflyn. Inga underarter finns listade i Catalogue of Life.